# أ. لي كوك أرينا

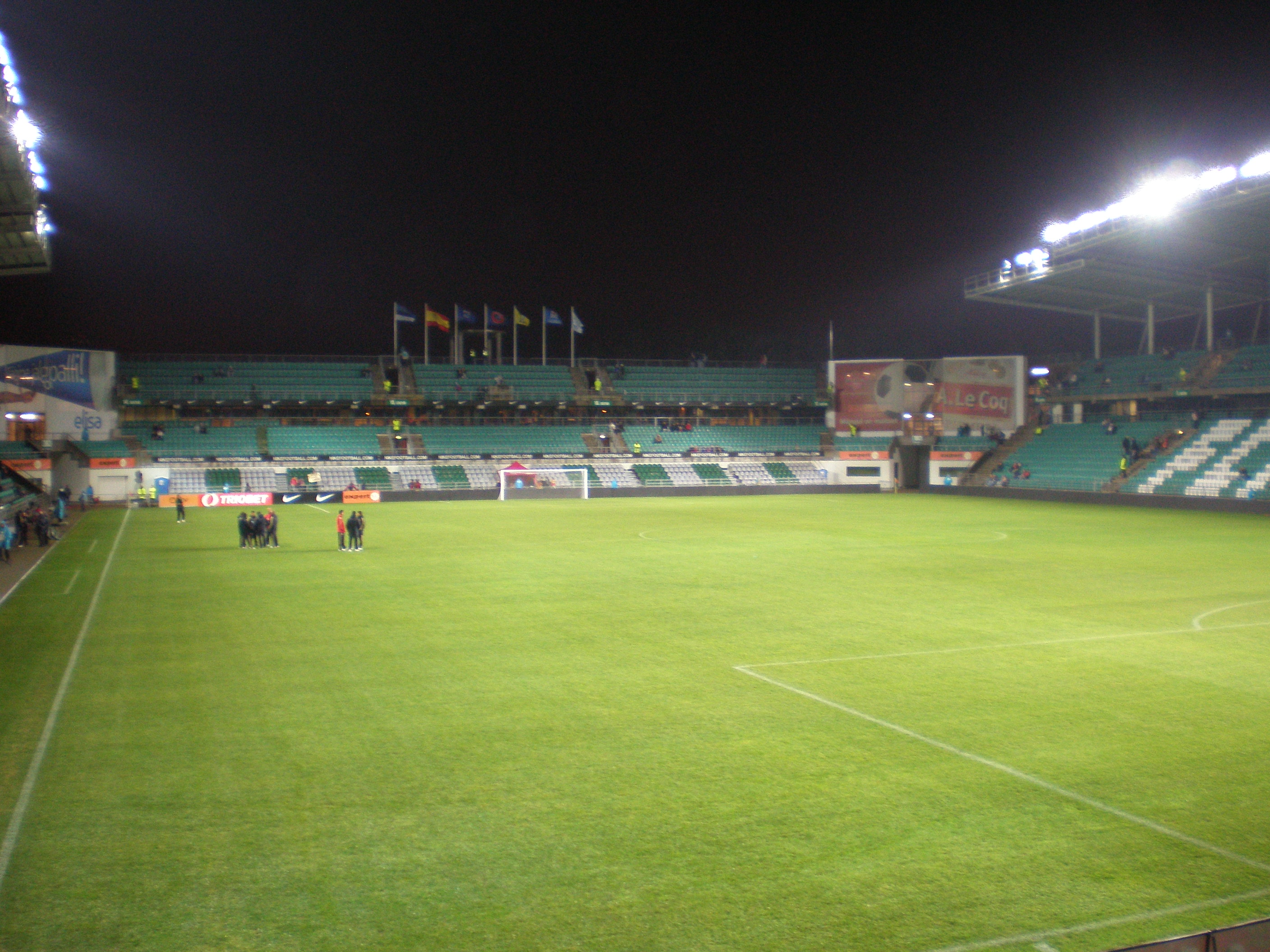

ملعب أ. لو كوك أرينا هو ملعب كرة قدم يقع في تالين عاصمة إستونيا. يسع الملعب لجلوس 9،692 متفرج. يعتبر الملعب الرسمي الذي يخوض فيه منتخب إستونيا مبارياته الدولية. تم افتتاح الملعب في سنة 2001.